# Gunnessia pepo
Gunnessia pepo là một loài thực vật có hoa trong họ La bố ma. Loài này được P.I.Forst. mô tả khoa học đầu tiên năm 1990.